# November 1934
| Deze maand                                                                                         |
| -------------------------------------------------------------------------------------------------- |
| - Grondwetperikelen in Frankrijk - Kiangsi heroverd op communisten - Dictatuur ingesteld in Egypte |

De volgende gebeurtenissen speelden zich af in november 1934. Sommige gebeurtenissen kunnen één of meer dagen te laat zijn vermeld omdat ze soms op de datum staan aangegeven waarop ze in het nieuws kwamen in plaats van de datum waarop ze werkelijk hebben plaatsvonden.
- 1: In een gesloten vergadering wordt een aantal vooraanstaande leden van de Belgische Werkliedenpartij geroyeerd omdat ze te hoge winsten en lonen zouden hebben ontvangen als bestuursleden van de Bank van Arbeid.
- 2: In reactie op geruchten dat de SA een staatsgreep in het Saargebied zou voorbereiden, wordt bepaald dat er tussen 10 januari en 10 februari 1935 geen openlijke aanwezigheid van SA en SS in een strook van 40 km langs de grens met het Saargebied zal zijn.
- 2: Joegoslavië, Roemenië, Griekenland en Turkije ondertekenen het politieke statuut voor de Balkan-entente.
  - De ministers van buitenlandse zaken van de deelnemende landen vormen de leidinggevende raad, daarnaast is er een permanent secretariaat.
  - Nauw gemeenschappelijk overleg bij de buitenlandse politiek.
  - Toekomstige instelling van een permanente economische raad.
  - Harmonisatie van wetgeving.
  - Verdere besprekingen over bevordering van handelsverkeer, de scheepvaart over de Donau en de stichting van een Balkanbank.
- 4: Er zijn 110.000 bezwaren ingediend tegen de kieslijsten voor de volksstemming in het Saargebied; een groot deel daarvan zijn echter volkomen ongegronde bezwaren, slechts bedoeld om het werk van de volksraadsplegingscommissie te rekken.
- 5: Omdat hij weigert een amnestiewet in te stellen zoals gewenst door prins Paul, neemt minister van justitie Maximovic van Joegoslavië ontslag.
- 5: De gemeenteraadsverkiezingen in het Verenigd Koninkrijk leveren een overwinning op voor Labour, in het bijzonder in Londen.
- 5: De cortes spreekt haar vertrouwen uit in de regering-Lerroux. Van de 23 doodvonnissen die door militaire gerechtshoven zijn uitgesproken, wordt in 21 gevallen door de regering gratie verleend.
- 6: De Franse ministerraad keurt de voorstellen tot wijziging van de grondwet van premier Gaston Doumergue goed; de radicale ministers stemmen echter tegen de voorstellen betreffende gemakkelijkere ontbinding van de Kamer.
- 6: In Cuba wordt een nieuw kabinet gevormd met Acosta als minister-president.
- 6: De minimumleeftijd voor deelname aan de fascistische jeugdopleiding Balilla in Italië wordt van 8 naar 0 jaar verlaagd. Er komt een nieuwe formatie voor jongens van 6 tot 8 jaar.
- 6-7: Minister-president Gyula Gömbös van Hongarije bezoekt Benito Mussolini. Besloten wordt de culturele banden tussen Hongarije en Italië verder aan te halen.
- 7: 28 tegenstander van het naziregime wordt het Duitse burgerschap ontnomen.
- 8: In Italië wordt in de industrie de 40-urige werkweek ingesteld. Overwerk wordt afgeschaft, en vrouwen- en kinderarbeid zo veel mogelijk beëindigd.
- 8: De Franse regering-Doumergue treedt af na diepgaande inwendige onenigheid over het al dan niet ontbinden van de Kamer.
- 9: In Frankrijk vormt Pierre Flandin een nieuwe regering.
- 9: In Zuidwest-Afrika wordt de nationaalsocialistische partij verboden.
- 10: De vlootconventie in Londen tussen het Verenigd Koninkrijk, de Verenigde Staten en Japan zit muurvast op de eis van Japan van vlootgelijkheid (in plaats van de bestaande verhouding van 5:5:3).
- 10: Een algemene staking, uitgeroepen door de Spaanse anarcho-syndicalistische arbeidersbond, mislukt.
- 10: Eindhoven bereikt de mijlpaal van 100.000 inwoners.
- 11: De president van de regeringscommissie voor het Saargebied, Knox, meldt in een rapport aan de Volkenbond dat het Duits Front druk uitoefent op de bevolking om met aansluiting bij Duitsland in te stemmen, en meldt een groot aantal gevallen van Duitse inmenging.
- 11: De gemeenteraad van Rotterdam verwerpt de voorgestelde loonsverlaging.
- 11: Verkiezingen voor de Senaat en het Huis van Afgevaardigden leveren een overwinning op voor de Democraten.
- 12: Luigi Pirandello wint de Nobelprijs voor de Literatuur.
- 12: In de Verenigde Staten wordt het embargo op de uitvoer van kapitaal opgeheven. Het is nu weer toegestaan om zonder specifieke vergunning kredieten en geld naar het buitenland te sturen. Het embargo op de export van goud blijft gehandhaafd.
- 12: Paraguay verwerpt het verzoeningsvoortel in de Chaco-oorlog, omdat de gevechtshandelingen pas na oplossing van de geschilpunten zouden worden beëindigd.
- 12: Nederland treedt toe tot de Middeleuropese Tijd. De klok zal volgend jaar 40 minuten vooruit worden gezet. De zomertijd wordt afgeschaft.
- 13: De Duitse minister van Binnenlandse Zaken Wilhelm Frick verbiedt alle publicaties betreffende de Kerkstrijd.
- 13: Na het vertrek van 2 ministers wegens interne strijd, en te grote problemen in het vormen van een begroting treedt het Belgische kabinet-De Broqueville af.
- 13: In Italië zijn in het kader van een amnestie naar aanleiding van de geboorte van prinses Maria Pia 2688 personen vrijgelaten.
- 14: Het Chinese leger herovert Ruijin, de hoofdstad van de Chinese Sovjetrepubliek.
- 14: In Joegoslavië wordt Hongarije verantwoordelijk gehouden voor medewerking aan de aanslag op koning Alexander. Van diverse kanten worden sancties geëist.
- 15: Het Duitse Front verzet zich in een memorandum aan de Volkenbond tegen de aantijgingen van Knox.
- 20: In België wordt het kabinet-Theunis gevormd.
- 20: Als laatste redmiddel om niet het volledige mislukken van de Ontwapeningsconferentie te moeten erkennen, wordt er besloten naar een veel bescheidener conventie te streven, die slechts regeling van wapenfabricage en wapenhandel en openbaarmaking van militaire uitgaven als doel heeft. Oostenrijk eist wapengelijkheid.
- 20: In Frankrijk worden maatregelen genomen om het aantal buitenlandse werknemers aanmerkelijk te verminderen.
- 21: In Hongarije wordt Matuschka wegens bomaanslagen op de spoorwegen ter dood veroordeeld.
- 21: Bij een bezoek van Kurt von Schuschnigg aan Benito Mussolini wordt de samenwerking zoals vroeger reeds tussen Mussolini en Engelbert Dollfuss bestond, bevestigd en voortgezet.
- 21: De Uiver keert terug op Schiphol na haar geslaagde optreden in de race Londen-Melbourne.
- 22: In een bericht aan de Volkenbond over het onderzoek naar de aanslag op koning Alexander klaagt Joegoslavië Hongarije aan, dat volgens haar de terroristen asiel zou hebben verschaft en de mogelijkheid tot hun samenspanning hebben gegeven.
- 23: In Duitsland worden de aanbevolen boeken in het onderwijs op het gebied van erfelijkheid, rassenkunde en bevolkingspolitiek bekendgemaakt. Mein Kampf staat bovenaan de lijst; een van de andere werken is bijvoorbeeld de protocollen van de wijzen van Sion.
- 23: De Oostenrijkse bondskanselier Kurt von Schuschnigg verklaart dat er niet met Duitsland onderhandeld wordt. De onafhankelijkheidspolitiek van Engelbert Dollfuss wordt nog steeds gevolgd.
- De commissie voor een nieuwe grondwet van Brits-Indië brengt haar definitieve aanbevelingen:
  - Brits-Indië wordt een bondsstaat, bestaande uit de Britse provincies en de inheemse rijken
  - Grotere onafhankelijkheid van de provincies, minder machtig centraal gezag
  - Defensie en buitenlandse zaken blijven de verantwoordelijkheid van de gouverneur-generaal
  - Volksvertegenwoordigingen in alle provincies en op centraal niveau
  - Birma wordt afgescheiden van Brits-Indië en krijgt een eigen, vergelijkbare grondwet
- 24: In Italië wordt het spreken of schrijven over militaire onderwerpen, zoals militaire infrastructuur, troepenbewegingen en verdedigingswerken, verboden.
- 24: De Amerikaanse bankier Samuel Insull wordt vrijgesproken van de aanklacht van fraude.
- 25: Vanwege een gebrek aan deviezen ziet Duitsland af aan deelname aan de wereldtentoonstelling 1935 in Brussel.
- 25: Tewfik Pasha Nessim vormt een nieuwe regering in Egypte.
- 25: In de vlootconferentie van Londen verwerpt Japan een Brits compromis waarbij Japan formeel vlootpariteit krijgt, doch via een gentleman's agreement de 3:5:5-verhouding (van de grootte van de Japanse, Amerikaanse en Britse vloot) gehandhaafd blijft.
- 25: De kanselarij van de NSDAP wordt vanuit het Bruine Huis in München naar Berlijn verplaatst.
- 25: Frankrijk en Duitsland komen overeen dat, indien het Saargebied zich bij de volksstemming bij Duitsland aan zou sluiten, de in het Saargebied in omloop zijnde Franse bankbiljetten gebruikt zullen worden om de mijnen in het gebied van Frankrijk terug te kopen.
- 27: Hongarije verzoekt om een zo snel mogelijke behandeling van de Joegoslavische betreffende de moord op Alexander, zodat het zich daartegen te weer kan stellen. Italië spreekt zijn steun voor het Hongaarse standpunt uit.
- 27: De Catalaanse pachtwet van 26 juni wordt in strijd met de grondwet verklaard.
- 27: Alle communistische verenigingen in Roemenië worden verboden.
- 27: In het Britse Lagerhuis wordt de Duitse herbewapening besproken.
- 29: Chiang Kai-shek en Wang Jingwei publiceren een manifest van de Kwomintang, bestaande uit 5 punten:
  1. De beginselen van de wetgeving worden door de centrale regering vastgelegd, nadere bijzonderheden worden door provincies en gemeenten geregeld.
  2. De centrale regering benoemt de hogere ambtenaren
  3. De provincies stellen de begrotingen op; de centrale regering keurt deze goed
  4. De financiële verhouding tussen centrale regering en provincies worden streng gereglementeerd.
  5. Het nationale leger staat onder de centrale regering; de politie onder de provincies
- De voorstellen voor een nieuwe grondwet worden in Brits-Indië negatief ontvangen en 'reactionair' genoemd. Belangrijke punten van kritiek zijn het niet verlenen van de status van dominion en de gebrekkige democratische controle over onder meer het leger.
- 29: prins George van het Verenigd Koninkrijk trouwt in Westminster Abbey met prinses Marina van Griekenland.
- 30: De begroting van de gemeente Amsterdam wordt na een aantal mislukte pogingen uiteindelijk goedgekeurd.
- 30: In Egypte wordt het parlement ontbonden en de grondwet buiten werking gesteld.

<< · januari · februari · maart · april · mei · juni · juli · augustus · september · oktober · november · december · >>